# Stars de Philadelphie (1983)
Ne doit pas être confondu avec Stars de Philadelphie (2022).
Les Stars de Philadelphie (en anglais : Philadelphia Stars) étaient une franchise professionnelle de football américain fondée en 1982 et basée à Philadelphie.

## Historique
Les Stars de Philadelphie ont évolué en United States Football League entre 1983 et 1984. La franchise déménage à Baltimore en 1985 et prend le nom de Stars de Baltimore.

## Saison par saison
| Saison                | V  | D | N | Classement en S.R. | Résultat en PO. |
| --------------------- | -- | - | - | ------------------ | --------------- |
| Stars de Philadelphie |    |   |   |                    |                 |
| 1983                  | 15 | 3 | 0 | USFL 1er Atlantic  | demi-finaliste  |
| 1984                  | 16 | 2 | 0 | USFL 1er Atlantic  | champion        |
| Stars de Baltimore    |    |   |   |                    |                 |
| 1985                  | 10 | 7 | 1 | USFL 4e Est        | champion        |